# BC 41
Das BC 41 ist eine kombinierte Waffe aus Schlagring und Messer und wird als Grabendolch eingestuft. Die Waffe wurde von Britischen Commandos im Zweiten Weltkrieg vor der Einführung des Fairbairn-Sykes-Commando-Dagger genutzt. Manche Modelle des BC 41 haben am Griffende keinen vierten Fingerring, um bei Messerhaltung zum Stich von oben den Zeigefinger frei zum Bedienen eines Gewehrs zu haben. Der britische Nachrichtendienst Special Operations Executive (SOE) breitete sich März 1942 nach Australien aus, und wurde in London als SOA (Special Operation Australia) bezeichnet. Der Deckname der Organisation in Australien war „Inter Allied Services Department“, abgekürzt IASD, was weiter verkürzt zum Synonym ISD führte. Eine der geheimen Einheiten des ISD war die Z Special Unit, auch unkorrekt als Z Force bezeichnet. Diese Einheit, deren Akten nach dem Zweiten Weltkrieg zerstört wurden, verwendete ebenso wie andere damalige Einheiten auf der Welt spezielle, dem BC 41 ähnliche Messer.

## Ähnliche Messer
Diese Messer waren im Fall der Australischen das zweischneidige Z Special Knife und im Mittleren Osten das Middle East Commando knife, gemacht in den Basaren von Ägypten oft aus deutschen Bajonett M98/05-Klingen. Dieses Messer wurde von den Chindits, britisch-indischen Kämpfertruppen, sowie dem 50., 51. and 52. Commando der Briten genutzt.
Für die Aufbewahrung wurde zu dem BC 41 eine Lederscheide mit Sicherungsriemen gestellt.